# Daugavpils Ghetto
Daugavpils Ghetto (tysk: Ghetto Dünaburg) blev etableret kort efter Nazi-Tysklands besættelse af Letland i sommeren 1941 i en gammel befæstning i nærheden af byen Daugavpils i det sydlige Letland. Daugavpils var dengang som nu Letlands næststørste by og hovedbyen i landskabet Letgallen. Byen havde militær interesse med hovedveje samt et jernbaneknudepunkt. Før 2. verdenskrig var byen centrum for et blomstrende jødisk samfund i Letgallen, og var et af de vigtigste centre for jødisk kultur i Østeuropa. I løbet af den tyske besættelse af Letland blev størstedelen af jøderne i Letgallen myrdet som et resultat af den nazistiske udryddelsespolitik.